# حوية تهامة
حوية تهامة قرية سعودية، تتبع مركز وادي دفاق التابعة لإمارة منطقة مكة المكرمة. تقع في جنوب مكة المكرمة، وتبعد عنها قرابة 75 كم.